# Carmen Gracia Tesán
Carmen Gracia Tesán (La Puebla de Híjar, Terol, 20 d'octubre de 1914 o 21 d'octubre de 1923 - Ginebra, 13 de març de 2003) fou una soprano coloratura aragonesa.
Segons una declaració d'entrada als Estats Units d'Amèrica del 1949, va néixer el 21 d'octubre de 1923, però segons la Reial Acadèmia de la Història ho va fer el 20 d'octubre de 1914, atès el registre civil de La Puebla de Híjar. De molt petita es trasllada amb la família a Barcelona on després d'un complet aprenentatge i gràcies als seus dots musicals, va tenir l'oportunitat de debutar al Gran Teatre del Liceu l'any 1939, participant en les representacions de l'òpera Chopin de Giacomo Orefice, sota la direcció del mestre Josep Sabater. L'any següent va cantar a partir del 25 de desembre de 1940 el paper de Gilda de Rigoletto de Giuseppe Verdi amb bones crítiques. Uns mesos abans havia cantat amb la Banda Municipal de Barcelona en un acte celebrat al Saló de Cent.
El mateix any, 1940, i al costat del baríton Pau Vidal i Guinovart, representaria al Liceu i amb la mateixa acceptació Il barbiere di Siviglia. I en el mes d'octubre, al Teatre Principal de Saragossa, interpretà Lucia di Lammermoor i compartint novament l'escenari amb l'esmentat Vidal, així com amb altres cantants i cors del Liceu.
Molt aviat va destacar i els seus majors triomfs, amb un ampli repertori d'òperes, els va obtenir en les dècades dels anys 1940 i 1950, època en què va actuar als millors escenaris de tot el món, entre ells La Scala de Milà i el Metropolitan de Nova York. Va fixar la seva residència a Ginebra (Suïssa) i allà va néixer la seva única filla, fruit de la seva relació amb un italià. Des de la seva retirada dels escenaris, es dedicà a donar classes de cant a l'esmentada ciutat.